# Serinus leucopterus
Serinus leucopterus là một loài chim trong họ Fringillidae.